# Cantó de Laxou
El cantó de Laxou és un cantó francès del departament de Meurthe i Mosel·la, situat al districte de Nancy. Té 2 municipis i el cap és Laxou.

## Municipis
- Laxou
- Villers-lès-Nancy

## Història
| Data d'elecció                           | Identitat        | Partit | Qualitat |
| ---------------------------------------- | ---------------- | ------ | -------- |
| 1982-1994                                | Jean Bernadaux   | UDF    |          |
| 1994-2008                                | Claude Guillerme | UDF    |          |
| 2008-                                    | Pierre Baumann   | PS     |          |
| les dades anteriors no són pas conegudes |                  |        |          |
|                                          |                  |        |          |

## Demografia
| A partir de 1990: Població sense dobles comptes |